# Szacharin
| Szacharin |                                                          |
| |                                                          |
| |                                                          |
| IUPAC-név | 2H-1λ6,2-benzotiazol-1,1,3-trion                         |
| Más nevek | benzoszulfimid o-szulfobenzamid                          |
| Kémiai azonosítók                                                                                               |                                                          |
| CAS-szám | 81-07-2                                                  |
| PubChem | 5143                                                     |
| ChemSpider | 4959                                                     |
| EINECS-szám | 201-321-0                                                |
| DrugBank | DB12418                                                  |
| KEGG | D01085                                                   |
| ChEBI | 32111                                                    |
| SMILES | O=C2c1ccccc1S(=O)(=O)N2                                  |
| InChI | 1/C7H5NO3S/c9-7-5-3-1-2-4-6(5)12(10,11)8-7/h1-4H,(H,8,9) |
| InChIKey | CVHZOJJKTDOEJC-UHFFFAOYSA-N                              |
| Beilstein | 6888                                                     |
| Gmelin | 4203                                                     |
| UNII | FST467XS7D                                               |
| ChEMBL | 310671                                                   |
| Kémiai és fizikai tulajdonságok                                                                                 |                                                          |
| Kémiai képlet                                                                                                   | C7H5NO3S                                                 |
| Moláris tömeg                                                                                                   | 183.1845                                                 |
| Megjelenés | fehér, kristályos szilárd anyag                          |
| Sűrűség | 0,828 g/cm³                                              |
| Olvadáspont | 228,8–229,7 °C                                           |
| Oldhatóság (vízben)                                                                                             | 1 g per 290 ml                                           |
| Ha másként nem jelöljük, az adatok az anyag standardállapotára (100 kPa) és 25 °C-os hőmérsékletre vonatkoznak. |                                                          |

A szacharin a négy leggyakrabban használt energiamentes, szintetikusan előállított édesítőszer egyike.
Általában a nátriumsóját használják, mert a szacharinnal ellentétben tökéletesen oldódik vízben. Édesítőereje kb. 350-szerese a cukorénak. Más édesítőszerekkel (leggyakrabban Na-ciklamáttal 1:10 arányban) keverve felerősítik egymás édesítő hatását.
A szacharin a legrégebben használt édesítő. Hátránya, hogy néhányan érzik fémes, kesernyés mellékízét, mely erősebb hevítés, forralás hatására felerősödik, másik édesítőszer viszont elnyomja ezt a kellemetlen utóízt.
A szacharin szó eredete megegyezik a szacharózéval. Indiából származik, eredeti jelentése sóder, kavics. Arab közvetítéssel került a görög nyelvbe szakcharo (σάκχαρο) vagy zacharo (ζάχαρο) alakban, ahol már cukrot jelent.
A VIII. Magyar Gyógyszerkönyvben saccharinum és saccharinum natricum néven hivatalos.

## Története
1879-ben véletlenül fedezte fel Constantin Fahlberg(en) a Johns Hopkins Egyetemen. A laboratóriumi munka után ült le vacsorázni, és egy zsemlébe beleharapva édes ízt érzett annak héján annak ellenére, hogy előtte kezet mosott. Visszament a laboratóriumba, és mindent edényt megkóstolt, ami az asztalán volt. (A kutatásnak ez a módja már 1879-ben is unortodoxnak számított. Tilos követni, mert rendkívül veszélyes.) Végül talált egy túlhevített lombikot, amiben o-szulfobenzoesav foszfor-pentakloriddal és ammóniával reagált, és benzil-szulfinid (szacharin) keletkezett. Falhberg korábban már más módon előállította a vegyületet, de eszébe sem jutott megkóstolni.
Miután több szabadalmat is beadott a szacharin előállítására, 1886-ban New Yorkban elkezdte árulni. A szer hamar népszerű lett: az orvosok fejfájás, hányinger, kövérség ellen írták fel afféle csodagyógyszerként, mint annak idején a cukrot.
A szacharin nemsokára felkeltette mind a vegyipar, mind a Harvey Washington Wiley(en) vezette hatóság érdeklődését. Wiley vegyész volt, és cukorszakértőnek számított. A vita 1908-ban közvetlenül Theodore Roosevelt elnök előtt folyt, aki maga is cukorbeteg volt. Az elnök kijelentette: „Aki azt mondja, hogy a szacharin ártalmas az egészségre, az hülye.  Dr. Rixey-től minden nap kapok.” Ezzel a kérdés eldőlt.
1910-ben Roosevelt elnök létrehozta a Referee Board of Consulting Scientific Experts bizottságot, melynek két legfontosabb feladata a szacharin és a nátrium-benzoát vizsgálata volt. A bizottság végül nem engedélyezte a szacharint feldolgozott élelmiszerekben, de egyéni használatát nem korlátozta. A szer továbbra is népszerű maradt. Az I. világháborúban kialakult cukorhiány következtében elterjedt a használata.
Az 1950-es évektől a fogyókúrázók is elkezdték  használni. Az 1970-es években merült fel a gyanú, hogy a szacharin rákot okoz, mert egy kísérletben Na-ciklamáttal keverve patkányokban hólyagrákot okozott (részletesen lásd a ciklaminsav szócikkben).
Végül az FDA 2001-ben biztonságosnak minősítette a szacharint emberi használatra.  2010-ben a környezetre is ártalmatlannak minősítették.

## Biztonság
Bár az elmúlt 130–140 évben sokan és sokat vizsgálták, a többi mesterségesen előállított édesítőszerhez hasonlóan időről időre felmerül, hogy a szacharin rákkeltő hatású. Ezek a szacharin esetén alaptalannak bizonyultak. Mindazonáltal általában célszerűbb természetes alapú élelmiszereket fogyasztani. Ezt figyelembe véve az EU-ban csak bizonyos csökkentett energiatartalmú ill. diabetikus élelmiszerekben engedélyezik a használatát.
E-száma E954.
Az ajánlott legnagyobb napi mennyiség 5 mg/tskg.
A szacharin nem ajánlott csecsemőknek és terhes anyáknak, mert a megfelelő vizsgálatokat nem végezték el.
A szacharin nem DNS-toxikus, mint a rákkeltő anyagok általában. Nincs ismert sejtreceptora. Egyetlen ismert hatása, hogy patkányokban serkenti a hólyagfal sejtjeinek (urothelium) osztódását. Nagyon valószínűtlen azonban, hogy ez a hatás emberre is érvényes, mivel a hím patkányokban olyan fehérje következménye volt az okozott rák, amely emberben nem található meg.

## Fizikai/kémiai tulajdonságok
Fehér, szagtalan vagy gyengén aromás illatú kristályos anyag. Hideg vízben, éterben, kloroformban rosszul, forró vízben, alkoholban mérsékelten, alkáli karbonátok oldatában jól oldódik. Édes ízű még nagyon híg oldatban is.
Magyarországon ftálsavból állítják elő.
A bélből nagyon gyorsan felszívódik. A szervezet nem képes lebontani: 48 órán belül változatlan formában ürül főleg a vizelettel, kisebb része  (5–6%) a széklettel. Ez a tény is valószínűtlenné teszi a rákkeltő hatást.
Nem világos, hogy mi adja az édes ízérzetet. A tapasztalatok szerint a méhek és a lepkék – amelyeket minden édes ízű folyadék vonz – nem érdeklődnek az oldott szacharin iránt, azaz nem érzik édesnek. Ha a nitrogénatomhoz kapcsolódó H- ill. Na-atomot például metilcsoportra (CH3) cseréljük, az így kapott vegyület az ember számára sem édes.